# Jean Marc Gaspard Itard

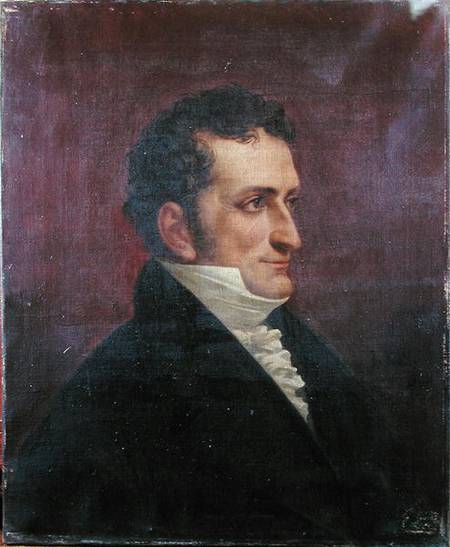
Jean Itard (pintura do século XIX)

Jean Marc Gaspard Itard (24 de abril de 1774, Oraison, Alpes-de-Haute-Provence – 5 de julho de 1838, Paris) foi um médico francês nascido na Provença. Ele é talvez mais conhecido por seu trabalho com Victor de Aveyron, trabalho descrito em detalhes em seus relatórios.

## Biografia
Itard, que não possuía formação universitária e trabalhando num banco, foi forçado a ingressar no exército durante a Revolução Francesa, mas apresentou-se como médico nessa época. Depois de trabalhar com sucesso como médico assistente em um hospital militar em Soliers, em 1796, foi nomeado vice-cirurgião do hospital militar Val-de-Grâce em Paris, e em 1799, médico do Instituto Nacional para Surdos Mudos.

### Relação com René Laennec
Em Paris, Itard foi aluno do ilustre médico René Laennec, inventor do estetoscópio (em 1816). Laennec era alguns anos mais novo, mas devido a sua educação formal na universidade de Nantes e mais tarde tornou-se conferencista e professor de medicina no Collège de France. Itard descreveu o pneumotórax em 1803; Laennec forneceria uma descrição mais completa da condição em 1819.

### Outros trabalhos
Em 1821, Itard publicou um importante trabalho sobre otologia, descrevendo os resultados de sua pesquisa médica com base em mais de 170 casos detalhados. Ele é creditado com a invenção de um cateter Eustaquiano conhecido como "cateter de Itard". A dormência da membrana timpânica durante a otosclerose tem o nome homônimo de "Sintoma de Itard-Cholewa".
Em 1825, como médico-chefe do Institution Royale des sourds-muets, Itard foi creditado por descrever o primeiro caso de síndrome de Tourette na nobre Marquesa de Dampierre. 
Em 5 de julho de 1838, aos 64 anos, Jean Marc Gaspard Itard morreu em Paris, França.

## Trabalho emVictor de Aveyron
Itard é reconhecido como educador de surdos, e experimentou suas teorias educacionais no célebre caso de Victor de Aveyron, dramatizado no filme de 1970 , The Wild Child, dirigido por François Truffaut, que também interpretou Itard no filme. No entanto, ele demonstrou ficou desapontado com o progresso que fez com Victor. Itard era conhecido por realizar experimentos em estudantes surdos da Instituição Nacional de Sourds-Muets à Paris em tentativas inúteis de restaurar sua audição, incluindo aplicação de choques elétricos, terapia com sanguessugas, cirurgias de ouvido e vários tipos de aplicações medicinais internas e externas.

## Obras
- Itard, Jean Marc Gaspard (1802). An Historical Account of the Discovery and Education of a Savage Man, Or of the First Developments, Physical and Moral, of the Young Savage Caught in the Woods Near Aveyron, in the Year 1798 (em inglês). London: Richard Phillips. Consultado em 15 de junho de 2020
- Itard, Jean Marc Gaspard (1821). Traité des maladies de l'oreille et de l'audition, Tome premier (em francês). Paris: Méquignon-Marvis. Consultado em 15 de junho de 2020
- Itard, Jean Marc Gaspard (1821). Traité des maladies de l'oreille et de l'audition, Tome second (em francês). Paris: Méquignon-Marvis. Consultado em 15 de junho de 2020
- Itard, Jean Marc Gaspard (julho de 1825). «Mémoire sur quelques fonctions involontaires des appareils de la locomotion, de la préhension et de la voix». Archives générales de médecine (em francês). 3 (8): 385–407. Consultado em 15 de junho de 2020